# Povodí Berounky

povodí Berounky na mapě Česka

Povodí Berounky je povodí řeky 3. řádu a je součástí povodí Vltavy. Tvoří je oblast, ze které do řeky Berounky přitéká voda buď přímo nebo prostřednictvím jejich přítoků resp. zdrojnic. Jeho hranici tvoří rozvodí se sousedními povodími. Na severu je to povodí Ohře, na východě povodí menších levostranných přítoků Vltavy. Na jihovýchodě je to povodí Otavy a na jihozápadě povodí Dunaje. Nejvyšším bodem povodí je s nadmořskou výškou 1343 m Jezerní hora v Železnorudské hornatině na Šumavě. Rozloha povodí je 8855,1 km², z čehož 8819,1 km² se nachází na území Česka a zbývajících 36 km² na území Německa.

## Správa povodí
Správou povodí se zabývá státní podnik Povodí Vltavy závod Berounka.

## Dílčí povodí
| povodí                     | rozloha km² | nejvyšší bod | nadm.výška m | odtékající řeka  | průtok v ústí m³/s |
| -------------------------- | ----------- | ------------ | ------------ | ---------------- | ------------------ |
| Povodí Radbuzy             | 2179,0      | Jezerní hora | 1343,0       | Radbuza          | 11,00              |
| Povodí Mže                 | 1828,6      | Dyleň        | 940,0        | Mže              | 8,27               |
| Povodí Střely              | 923,0       | Hradiště     | 934,0        | Střela           | 3,20               |
| Povodí Úslavy              | 755,7       | Drkolná      | 729,0        | Úslava           | 3,53               |
| Povodí Litavky             | 629,7       |              |              | Litavka          | 2,60               |
| Povodí Klabavy             | 373,0       |              |              | Klabava          | 2,10               |
| Povodí Rakovnického potoka | 367,9       |              |              | Rakovnický potok | 0,86               |
| Povodí Loděnice            | 271,1       |              |              | Loděnice         | 0,53               |
| Povodí Třemošné            | 249,3       |              |              | Třemošná         | 0,50               |
| Povodí Javornice           | 141,5       |              |              | Javornice        | 0,41               |